# Bonnenbroich-Geneicken
Bonnenbroich-Geneicken ist ein Stadtteil Mönchengladbachs im Stadtbezirk Ost. Der Stadtteil ist geprägt durch ein Aufeinandertreffen von intensiv gewerblich genutzten Flächen im Westen und Wohngebieten am östlichen Ortsrand mit Übergängen zu Wald, Feldern und Wiesen.

## Geographie

### Geographische Lage
Der Stadtteil Bonnenbroich-Geneicken liegt im Osten von Mönchengladbach und grenzt an den Rheinkreis Neuss. Er wird von der Niers durchflossen. Im Norden findet sich die Bungtbachaue.

## Geschichte
Im 19. Jahrhundert bildeten Bonnenbroich und Geneicken mit den umliegenden Honschaften einen eigenen Bereich der Landgemeinde Rheydt im Einflussbereich des Schloss Rheydts, wurden dann aber zu Stadtteilen, als im Jahr 1856 Rheydt Stadt wurde.

## Grünflächen und Naherholung
Südlich des Schloss Rheydt wurden ab 2013 Rückhaltebecken als Hochwassersammler für die Niers gebaut, dadurch entstanden neue Rad- und Spazierwege entlang der Niers und die umgebenden Felder und Wiesen.

## Wirtschaft und Infrastruktur
Im Stadtteil findet sich das örtliche Busdepot, das Straßenverkehrsamt, die Firmen Scheidt und Bachmann und Schorch (heute Teil der Wolong-Gruppe) und ein Kabelwerk.

## Persönlichkeiten
- Christian Pferdmenges (1806–1874), preußischer Unternehmer und Politiker
- Wilhelm Engelbert Brass (1819–1897), Textilunternehmer